# كورا لين دانيلز
كورا لين دانيلز (بالإنجليزية: Cora Linn Daniels)‏ (17 مارس 1852، لوويل في الولايات المتحدة - 1934)؛ روائية أمريكية.